# Moscow City Racing
Moscow City Racing — авто- и мотошоу с участием действующих команд Формулы-1, которое проводилось ежегодно в 2008—2014 годах в центре Москвы у стен Кремля и было организовано агентством спортивно-зрелищной индустрии Korsa Media.
Шоу проходило 13 июля 2008, 19 июля 2009, 18 июля 2010, 17 июля 2011, 14—15 июля 2012, 21 июля 2013 и 11—12 июля 2014 года. В 2014 году общее число посетителей Moscow City Racing за два дня мероприятия достигло 300 000 человек.
С 2011 года шоу проходило в двухдневном формате:
- В субботу на территории Васильевского Спуска и его окрестностей проводились показательные выступления команд каскадеров и спортсменов различных экстремальных видов спорта, таких как мотофристайл-шоу, каскадерское шоу Top Gear Live, заезды автомобилей чемпионата мира по ралли WRC и немецкой гоночной серии DTM. Также, в субботу паддок Формулы-1 и других гоночных серий открывался для свободного доступа, проводились автограф-сессии, встречи болельщиков с гонщиками и механиками команд.
- В воскресенье проводилась программа показательных заездов всех заявленных гоночных серий по всей длине трассы, а по окончании заездов на Васильевском Спуске проводился open-air концерт.

## Трасса
В 2008, 2009 и 2010 годах импровизированная трасса мероприятия начиналась на Васильевском спуске, проходила по Кремлёвской набережной, Моховой улице и до Охотного ряда, а затем разворот и обратно к месту начала, общая длина — 4,5 км.
В 2011—2014 годах длина трассы составляла 3,7 км, паддок располагался на Болотной площади, трасса начиналась на Болотной площади, далее следовала по Большому Москворецкому мосту, поворот на Васильевском Спуске и далее продолжалась по Кремлёвской набережной с разворотом у Большого Каменного моста.

## Участники

### 2008 год
Формула 1:
- Willams F1 Team — Нико Росберг
- Red Bull Racing — Михаил Алёшин
- «Формула Дрифт» и King of Europe
- Команда Lada Sport
- Гоночная команда «Лукойл Рэйсинг»

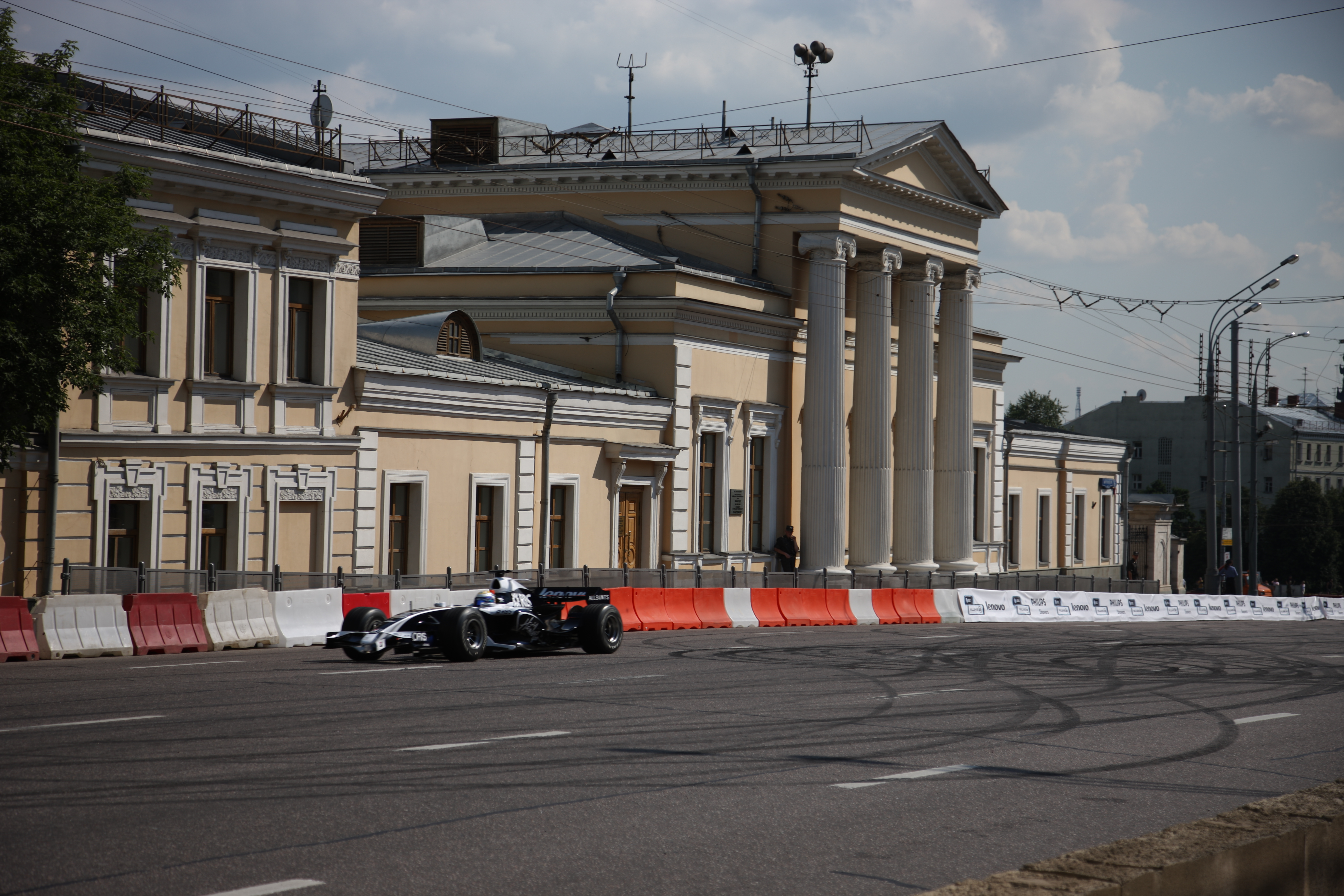
Нико Росберг за рулём болида команды «Уильямс» (ул. Моховая)

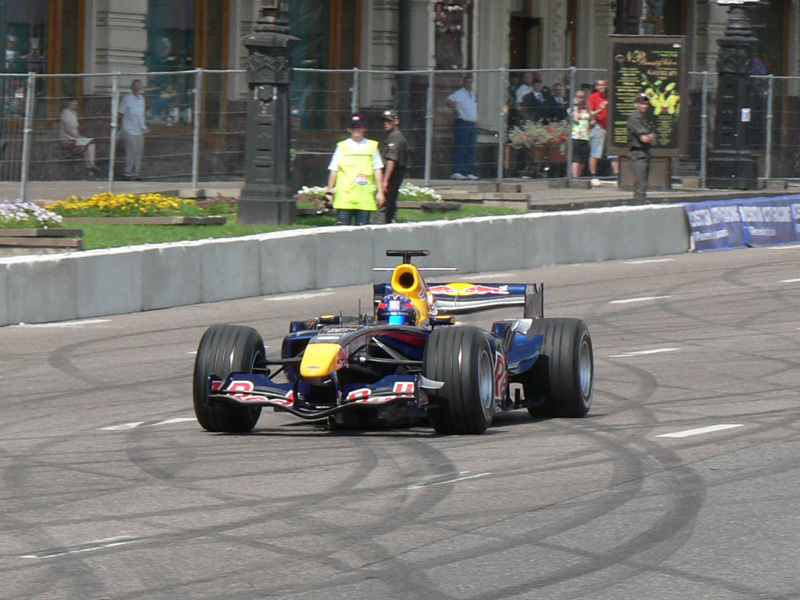
Михаил Алёшин

- Мотобайки (Faster-racing, [1], Forspeed Honda Racing)
- Выступление болидов гоночной серии «Формула РУСЬ»
- Выступление команды «Кубка Рольф»
- Выступление раллийной команды УРТ
- Выступление команды Формулы-3
- Гоночная серия Legend

### 2009 год
Формула 1:
- McLaren-Mercedes — Хейкки Ковалайнен
- Willams F1 Team — Кадзуки Накадзима
- Red Bull Racing — Дэвид Култхард
- Ралли-марафон «Дакар»: КАМАЗ-мастер — Владимир Чагин, Сергей Савостин и Эдуард Николаев
- Парад суперкаров, в котором приняли участие такие марки, как Bugatti, Ferrari, Lamborghini, Koenigsegg, Pagani, Spyker, Viper, Wiesmann, Porsche, Lotus и другие;
- Парад ретро-автомобилей
- Выступления мотокоманды Forspeed Honda
- Дрифт-шоу
- Шоу кабриолетов
- Шоу американских спортивных ретро-автомобилей.

### 2010 год
Формула-1:
- McLaren-Mercedes — Дженсон Баттон, Чемпион мира;
- Renault F1 Team — Виталий Петров, первый российский гонщик в Формуле-1
- Серия Ле-Ман: Snoras Spyker Squadron, участник серии Ле-Ман и гонок «24 часа Ле-Мана»
- Ралли-марафон «Дакар»: КАМАЗ-мастер — Владимир Чагин (Россия); Team De Rooy — Жерар де Рой (Нидерланды)
- M1-Grand Prix Russia
- Дрифт-шоу
- König Motor Club

### 2011 год
Формула-1:
- Scuderia Ferrari — Джанкарло Физикелла
- McLaren-Mercedes — Дженсон Баттон
- Team Lotus — Карун Чандхок, Луис Разия
- RWT-Motorsport, Сергей Крапухин — Официальные партнёры Moscow City Racing 2012
- Чемпионат мира по ралли WRC — Себастьян Ожье
- Ралли-марафон «Дакар»: КАМАЗ-мастер
- Formulec, первый гоночный электрокар
- Formula JK Asia Series — Наталья Фрейдина

### 2012 год
Формула-1:
- Scuderia Ferrari — Джанкарло Физикелла
- McLaren-Mercedes — Льюис Хэмилтон
- Marussia F1 Team — Шарль Пик
- Серия Ле-Ман: Signatech Nissan — Джордан Трессон, Роман Русинов
- Ралли-марафон «Дакар»: КАМАЗ-мастер — Эдуард Николаев
- Чемпионат мира по ралли WRC: Citroen — Микко Хирвонен
- Ferrari Challenge — Александр Моисеев
- FORSPEED Honda — Евгений Клеандров, Александр Меньших
- RWT-Motorsport

### 2013 год
Формула-1:
- Scuderia Ferrari — Камуи Кобаяси
- McLaren-Mercedes — Дженсон Баттон
- Lotus F1 Team — Ромен Грожан
- Caterham F1 Team — Хейкки Ковалайнен
- Marussia F1 Team — Макс Чилтон
- Ралли-марафон «Дакар»: КАМАЗ-мастер — Эдуард Николаев
- Чемпионат мира по ралли WRC: Citroen
- Серия Ле-Ман: Signatech Nissan
- Немецкая гоночная серия DTM — участие примут автомобили команд Audi, BMW и Mercedes
- Дрифт-шоу Пола Свифта из каскадерской команды Top Gear Live
- Фристайл-шоу Nitro Circus

### 2014 год
Формула-1:
- Scuderia Ferrari — Марк Жене
- Caterham F1 Team — Робин Фряйнс,
- Жан Алези

Шоу-заезды исторических машин Формулы 1 — Surtees TS14 и Surtees TS16
- Ралли-марафон «Дакар»: КАМАЗ-мастер — Эдуард Николаев, Андрей Каргинов
- Чемпионат мира по ралли WRC: Citroën Total Abu Dhabi World Rally Team — Себастьян Шардоне

Немецкая гоночная серия DTM:
- Audi — Роман Русинов (Audi RS 5 DTM)
- BMW — Йенс Клингман (BMW M4 DTM)
- Mercedes — Бернд Майландер (DTM Mercedes AMG C-Coupé)

Российская Дрифт Серия, команды:
- Tuning Factory
- Песегов Андрей — Nissan Skyline R32
- Toyo Tires Gorilla Energy GT-Shop
- Ружейников Евгений — BMW M3,
- Злобин Алексей — Nissan Silvia S15 GT-R Look,
- Бусыгин Павел — Toyota Supra
- Addinol Drift Team
- Кизилов Александр — Lexus IS AddinolDT Edition,
- Богданов Андрей — Toyota ALTEZZA

Каскадерское шоу Терри Гранта
Российская команда по шоссейно-кольцевым мотогонкам RWT-motorsport:
- Сергей Крапухин, Денис Артамонов, Виталий Заруба, Татьяна Семенова, Алла Гордеева